# Liste der Abgeordneten zum Tiroler Landtag (XIV. Gesetzgebungsperiode)
Diese Liste der Abgeordneten zum Tiroler Landtag (XIV. Gesetzgebungsperiode) listet alle Abgeordneten zum Tiroler Landtag in der XIV. Legislaturperiode auf. Die Gesetzgebungsperiode dauerte von der konstituierenden Sitzung am 21. Oktober 2003 bis zur Angelobung des Landtags der XV. Gesetzgebungsperiode am 1. Juli 2008. Von den 36 Mandaten entfielen nach der Landtagswahl in Tirol 2003 20 auf die Österreichische Volkspartei (ÖVP), die damit die absolute Mandatsmehrheit wiedergewinnen konnte und zwei Abgeordnete mehr als in der abgelaufenen Periode stellen konnte. Die Sozialdemokratische Partei Österreichs (SPÖ) war mit neun Abgeordneten im Landtag vertreten, wobei sie bei der Landtagswahl 2003 ein Mandat hinzugewinnen konnte. Die Grünen Tirol (GRÜNE) konnten sich um zwei Mandate auf fünf Mandate steigern, während die Freiheitliche Partei Österreichs (FPÖ) fünf ihrer bisher sieben Mandate verlor.
Die erste Sitzung des Tiroler Landtags fand zuerst die Angelobung der Landtagsabgeordneten statt, danach folgte die Ernennung der Mitglieder der Tiroler Landesregierung. Die Regierungsmitglieder der Landesregierung van Staa II verzichteten in der Folge auf ihre Landtagsmandate und waren nur kurze Zeit während der Sitzung Abgeordnete zum Tiroler Landtag. Die letzte Sitzung der XIV. Gesetzgebungsperiode fand am 20. März 2008 statt. In dieser Sitzung wurde der Landtag vorzeitig aufgelöst, da die Regierungsparteien eine Vorverlegung der Landtagswahl in Tirol 2008 vom Herbst ins Frühjahr beschlossen hatten.

## Funktionen

### Landtagspräsidenten
Zum Landtagspräsidenten wurde in den konstituierenden Sitzung erneut der seit 1994 amtierende Landtagspräsident Helmut Mader (ÖVP) gewählt, wobei er 35 der 36 Stimmen (bei einer „Nein“-Stimme) erhielt. Für das Amt des 1. Vizepräsidenten nominierte die ÖVP den ebenfalls seit 1994 im Amt befindlichen Anton Steixner, während die Grünen Elisabeth Wiesmüller (GRÜNE) als Gegenkandidatin positionierten. Anton Steixner wurde in der Folge mit 30 der 36 Stimmen gewählt, während Wiesmüller nur fünf Stimmen erhielt. Eine Stimme war ungültig gewesen. Die SPÖ unterstützte den Abgeordneten Franz Reiter zur Wahl als 2. Vizepräsidenten, wobei die Grünen erneut Wiesmüller als Gegenkandidatin aufstellten. Reiter erhielt bei der Wahl 28 Stimmen, Wiesmüller sieben Stimmen, wobei ein Stimmzettel ungültig war. Reiter wurde damit neu in das Amt des 2. Vizepräsidenten gewählt, das zuvor Ernst Pechlaner (nun Klubobmann) innegehabt hatte.

### Klubobmänner
Nach der Angelobung der Abgeordneten bildeten die Mandatare der ÖVP den „Landtagsklub der Tiroler Volkspartei“, wobei Klaus Madritsch erneut zum Klubobmann gewählt wurde. Die Abgeordneten der SPÖ bildeten den „SPÖ-Landtagsklub“, wobei Ernst Pechlaner die Funktion des Klubobmanns übernahm. Innerhalb des „GRÜNEN-Landtagsklubs“ übernahm Georg Willi erneut das Amt des Klubobmanns, als einzige Frau in dieser Rolle wurde Maria Scheiber zur Klubobmann-Stellvertreterin gewählt. Im „FPÖ-Landtagsklub“ löste Wilfried Tilg den bisherigen Klubobmann Johannes Lugger ab, als sein Stellvertreter wurde Erich Rappold nominiert.
Nachdem Wilfried Tilg und Erich Rappold aus der FPÖ ausgeschlossen worden waren, gründeten sie am 29. April 2005 unter dem Namen „Der Landtagsklub der Freien“ einen neuen Landtagsklub, der zunächst mit dem Bündnis Zukunft Österreich (BZÖ) kooperierte.

### Landtagsabgeordnete
| Name                       | Fraktion  | Wahlkreis           | Anmerkung                                                                                      |
| -------------------------- | --------- | ------------------- | ---------------------------------------------------------------------------------------------- |
| Abler Arno                 | VP Tirol  | Kufstein            |                                                                                                |
| Auer Josef                 | SPÖ Tirol | Landeswahlvorschlag |                                                                                                |
| Bachmann Helmut            | SPÖ Tirol | Innsbruck-Land      |                                                                                                |
| Blanik Elisabeth           | SPÖ Tirol | Landeswahlvorschlag | Ersatz für Hannes Gschwentner seit dem 21. Oktober 2003                                        |
| Bock Hans-Peter            | SPÖ Tirol | Landeswahlvorschlag |                                                                                                |
| Bodenseer Jürgen           | VP Tirol  | Innsbruck-Stadt     | Ersatz für Konrad Streiter von 21. Oktober 2003 bis zur Mandatsrücklegung am 31. Dezember 2005 |
| Brugger Josef              | Grüne     | Landeswahlvorschlag |                                                                                                |
| Dornauer Georg             | SPÖ Tirol | Innsbruck-Land      | Ersatz für Christa Gangl seit dem 21. Oktober 2003                                             |
| Eberle Ferdinand           | VP Tirol  | Reutte              | Am ersten Sitzungstag nach der Wahl zum Landeshauptmann Stellvertreter ausgeschieden           |
| Eisenmann Paula            | VP Tirol  | Kufstein            |                                                                                                |
| Federspiel Rudolf          | VP Tirol  | Landeswahlvorschlag | am 21. Oktober 2003 als Ersatz für Herwig van Staa angelobt                                    |
| Gangl Christa              | SPÖ Tirol | Innsbruck-Land      | Am ersten Sitzungstag nach der Wahl zum Landesrätin ausgeschieden                              |
| Gasteiger Klaus            | SPÖ Tirol | Schwaz              |                                                                                                |
| Geisler Josef              | VP Tirol  | Schwaz              |                                                                                                |
| Ginther Heinrich           | VP Tirol  | Reutte              | Ersatz für Ferdinand Eberle seit dem 21. Oktober 2003                                          |
| Greiderer Elisabeth        | VP Tirol  | Lienz               |                                                                                                |
| Gschwentner Hannes         | SPÖ Tirol | Kufstein            | Am ersten Sitzungstag nach der Wahl zum Landeshauptmann Stellvertreter ausgeschieden           |
| Gstaltmeyr Maria           | VP Tirol  | Innsbruck-Stadt     | am 3. Jänner 2006 als Ersatz für Jürgen Bodenseer angelobt                                     |
| Hechenbichler Josef        | VP Tirol  | Kitzbühel           |                                                                                                |
| Hirn Claudia               | VP Tirol  | Imst                |                                                                                                |
| Hörmann Angelika           | Grüne     | Innsbruck-Stadt     | sm 17. Mai 2006 als Ersatz für Uschi Schwarzl angelobt                                         |
| Junker Anneliese           | VP Tirol  | Innsbruck-Land      |                                                                                                |
| Köll Andreas               | VP Tirol  | Lienz               |                                                                                                |
| Mader Helmut               | VP Tirol  | Innsbruck-Stadt     | Landtagspräsident                                                                              |
| Madritsch Klaus            | VP Tirol  | Landeswahlvorschlag |                                                                                                |
| Mattle Anton               | VP Tirol  | Landeck             |                                                                                                |
| Pechlaner Ernst            | SPÖ Tirol | Innsbruck-Stadt     | Klubobmann                                                                                     |
| Pertl Anton                | VP Tirol  | Innsbruck-Land      | Ersatz für Anton Steixner seit dem 3. Jänner 2006                                              |
| Posch Eva-Maria            | VP Tirol  | Landeswahlvorschlag | 1. Vizepräsidentin                                                                             |
| Rappold Erich              | FPÖ-Tirol | Landeswahlvorschlag |                                                                                                |
| Rauch Hubert               | VP Tirol  | Innsbruck-Land      |                                                                                                |
| Reiter Franz               | SPÖ Tirol | Landeswahlvorschlag | 2. Vizepräsident                                                                               |
| Scheiber Maria             | Grüne     | Landeswahlvorschlag |                                                                                                |
| Schiessling Gabi           | SPÖ Tirol | Landeswahlvorschlag |                                                                                                |
| Schiffmann Theresia        | VP Tirol  | Schwaz              | Ersatz für Konrad Streiter seit dem 21. Oktober 2003                                           |
| Schwarzl Uschi             | Grüne     | Innsbruck-Stadt     | Bis 16. Mai 2006                                                                               |
| Staggl Johann              | VP Tirol  | Landeswahlvorschlag |                                                                                                |
| Steixner Anton             | VP Tirol  | Innsbruck-Land      | Bis 3. Jänner 2006 1. Vizepräsident, danach Mandatsrücklegung nach Wahl zum Landesrat          |
| Streiter Konrad            | VP Tirol  | Schwaz              | Mandatsrücklegung am ersten Sitzungstag nach der Wahl zum Landesrat                            |
| Tilg Wilfried              | FPÖ-Tirol | Landeswahlvorschlag |                                                                                                |
| van Staa Herwig            | VP Tirol  | Landeswahlvorschlag | Mandatsrücklegung am ersten Sitzungstag nach der Wahl zum Landeshauptmann                      |
| Wiesmüller Elisabeth       | Grüne     | Innsbruck-Land      |                                                                                                |
| Willi Georg                | Grüne     | Landeswahlvorschlag | Klubobmann                                                                                     |
| Wolf Jakob                 | VP Tirol  | Imst                |                                                                                                |
| Zanon-zur Nedden Elisabeth | VP Tirol  | Innsbruck-Stadt     | Mandatsrücklegung am ersten Sitzungstag nach der Wahl zur Landesrätin                          |